# نووا ایویچنا
نووا ایویچنا (به لاتین: Nowa Iwiczna) یک روستا در لهستان است که در گمینا لشنووولا واقع شده‌است.
 نووا ایویچنا  ۷۱۰ نفر جمعیت دارد.